# Andrea Gracis
Andrea Gracis (Treviso, 4 gennaio 1960) è un ex cestista e dirigente sportivo italiano.

## Carriera

1997, scudetto con la Benetton

Da bambino aveva iniziato a giocare a calcio con i pulcini del Treviso, ma i familiari preferirono indirizzarlo alla pallacanestro perché pensavano che l'ambiente calcistico fosse poco educativo per Andrea. A forza di litigate, dato che il piccolo Gracis amava il calcio, troncò undicenne la pratica di questo sport e si convinse a giocare a basket.
Si inserì a diciassette anni nel vivaio del Point Villorba di Treviso. Nella stagione 1979-80 il grande salto, dato che fece parte nel roster della Liberti Treviso, in quel momento squadra di serie A2 con grandi ambizioni. In seguito ad uno screzio con l'allenatore Mario De Sisti, abbandonò dopo solo una stagione il club trevigiano per approdare alla Reyer Venezia.
Nel 1983 approdò alla Scavolini Pesaro, una delle squadre più forti d'Italia. Per Andrea fu un trauma ed inizialmente accettò malvolentieri il trasferimento, ma dopo essersi ambientato nella città marchigiana, ne diventò uno dei giocatori-simbolo rimanendovi per 11 anni. Per la Victoria Libertas vinse due scudetti, due coppe Italia e la portò per tre volte alla finale scudetto.
Nel 1994, ormai avanti con l'età, ritornò a Treviso, facendo ancora in tempo a vincere, con la Benetton di Mike D'Antoni, uno scudetto, una coppa Italia ed una coppa Europa.
Con la nazionale italiana di pallacanestro ha collezionato 93 presenze. Vinse l'argento all'Eurobasket 1991 a Roma.
Terminò, a 39 anni, la sua carriera cestistica ai Bears Mestre in serie B d'Eccellenza. Chiude la carriera collezionando 655 partite e 5.015 punti in Serie A.
Dopo il suo ritiro, è restato sempre nel mondo del basket lavorando come procuratore-agente; è stato scout per l'Europa della squadra NBA dei Sacramento Kings. Attualmente è direttore sportivo dell'APU Udine, squadra di A2.

## Palmarès
- Campionato italiano: 3

Pesaro: 1987-88, 1989-90
Pall. Treviso: 1996-97
- Coppa Italia: 3

Pesaro: 1985, 1992
Pall. Treviso: 1995
- Supercoppa italiana: 1

Pall. Treviso: 1997
- Coppa d'Europa: 1

Pall. Treviso: 1994-95